# Jordi Cuadras Avellana
Jordi Cuadras Avellana (6 de febrero de 1950) es un arquitecto y jugador de ajedrez español que tiene el título de Maestro FIDE y tiene dos normas de Maestro Internacional. Es jugador del Club Ajedrez Figueres y forma parte del primer equipo de la División de Honor de ajedrez.
En la Ranking FIDE de la Federación Internacional de Ajedrez de marzo de 2016,  tenía una puntuación Elo de 2312 puntos, o sea, jugador número 218 (en activo) de España. Su máximo Elo fue de 2405 puntos, en enero de 2000 (posición 1895 en el ranking mundial).

## Resultados destacados en competición
- Campeón Individual Escolar de España en 1967 (competición jugada en Madrid).
- Subcampeón Individual del Abierto Internacional de Manresa en 1973.
- Subcampeón del Torneo Internacional Sistema Masnou (doce horas de ajedrez seguidas de partidas semi-rápidas) jugado en el Masnou (Barcelona) en 1976.
- Campeón Individual Absoluto de Gerona (años 1977, 1979, 1980, 1981, 1982, 1983, 1984 y 1985).
- Campeón de los Abiertos Internacionales de Calella de Palafrugell (Gerona) jugados en 1978 y 1979.
- Campeón Individual de la semifinal de España en 1980 en Lérida (donde jugaban todos los campeones provinciales de España).
- Subcampeón Individual de la semifinal de España en 1982 en Albacete (donde jugaban todos los campeones provinciales de España).
- Quinto en el Campeonato Individual Absoluto de España en 1983 (competición de 16 jugadores sistema liga en Las Palmas de Gran Canaria).
- Campeón del Abierto Internacional de Sant Cugat (Barcelona) en 1995.
- Campeón del Abierto Internacional de Mataró (Barcelona) en 1997.
- Campeón de los Abiertos Internacionales de Banyoles (Gerona) en 1998 y el 1999.
- Obtención de norma de maestro internacional en el Abierto Internacional de Figueras de 2009.
- Obtención de norma de maestro internacional en el Torneo Cerrado de Mallorca en mayo de 2012.
- Campeón individual absoluto del Circuito de Ajedrez Activo de la provincia de Gerona en 2017.

## Partidas notables
|    |    |    |    |       |       |       |       |    |  |
|    | a8 | b8 | c8 | d8    | e8    | f8    | g8    | h8 |  |
| a7 | b7 | c7 | d7 | e7    | f7    | g7    | h7    |    |  |
| a6 | b6 | c6 | d6 | e6    | f6 kd | g6    | h6    |    |  |
| a5 | b5 | c5 | d5 | e5    | f5    | g5    | h5    |    |  |
| a4 | b4 | c4 | d4 | e4 kl | f4    | g4 pd | h4 pd |    |  |
| a3 | b3 | c3 | d3 | e3 pl | f3 pd | g3 pl | h3    |    |  |
| a2 | b2 | c2 | d2 | e2    | f2 pl | g2 pl | h2    |    |  |
| a1 | b1 | c1 | d1 | e1    | f1    | g1    | h1    |    |  |
|    |    |    |    |       |       |       |       |    |  |

Artur Pomar Salamanca vs. Jordi Cuadras, Olot (1974).
1. d4 Cf6 2. c4 g6 3. Cc3 d5 4. Af4 Ag7 5. e3 O-O 6. Tc1 c6 7. Cf3 Ae6 8. b3 Cbd7 9. Ae2 h6 10. Ce5 Ce4 11. Ce4 de4 12. Cd7 Da5 13. Dd2 Dd2 14. Rd2 Ad7 15. Thd1 Tae8 16. Re1 e5 17. de5 Ac8 18. c5 g5 19. Ag3 Ae5 20. b4 Ag3 21. hg3 Td8 22. a4 a6 23. Td2 Td2 24. Rd2 f5 25. Rc3 Td8 26. b5 ab5 27. ab5 cb5 28. Ab5 Rg7 29. Tu1 Td5 30. Rb4 Td2 31. Tu8 Tb2 32. Rc3 Tb5 33. Tc8 b6 34. Tc7 Rg8 35. Rd4 Tc5 36. Tc5 bc5 37. Rc5 h5 38. Rd5 Rf7 39. Re5 Rg6 40. Re6 g4 41. Rd5 Rf6 42. Rd6 f4 43. Rd5 h4 44. Re4 f3 45. gf3 h3 46. fg4 h2 47. f3 h1D 48. Rf4 Dh6 49. Re4 Dg5 50. Rd4 De5 0-1
Jordi Cuadras vs. Lluis Comas GM División de Honor Cataluña (1999).
1. e4 e6 2. d4 d5 3. Cc3 Cf6 4. e5 Cfd7 5. f4 c5 6. Cf3 Cc6 7. Ae3 cxd4 8. Cxd4 Ac5 9.Dd2 0-0 10. Ae2 a6 11.0-0 Dc7 12. Rh1 b5 13.Cxc6 Dxc6 14. Ad3 b4 15. Ce2 Db6 16. Tf3 Td8 17. Cd4 a5 18. Th3 h6 19. c3 Aa6 20. Axa6 Dxa6 21. f5 bxc3 22. bxc3 Cxe5 23. Axh6 exd5 24. Axg7 Rxg7 25. Dg5 Cg6 26. Cxf5 Rg8 27. Th8 1-0 